# Edsard Jacob Gelderman
Edsard Jacob Gelderman (Groningen, 7 april 1839 - Warnsveld, 22 september 1889) was een Nederlands burgemeester.

## Leven en werk
Gelderman was een zoon van Mr. Arnoldus Gelderman en Elisabeth Johanna Warmoldina Geertsema van Sjallema. Hij werd in 1858 ingeschreven als student in Groningen. Hij trouwde met Johanna Carolina Smeding (1846-1877) en na haar overlijden met Anna Geertruida van de Kasteele (1842-1929).
In 1865 werd Gelderman burgemeester en secretaris van Ezinge. Twee jaar later volgde hij zijn vader op als burgemeester van Zuidhorn. Van 1878 tot aan zijn overlijden was hij burgemeester in het Gelderse Warnsveld. Hij overleed er op 50-jarige leeftijd.